# Maria Gay Tibau

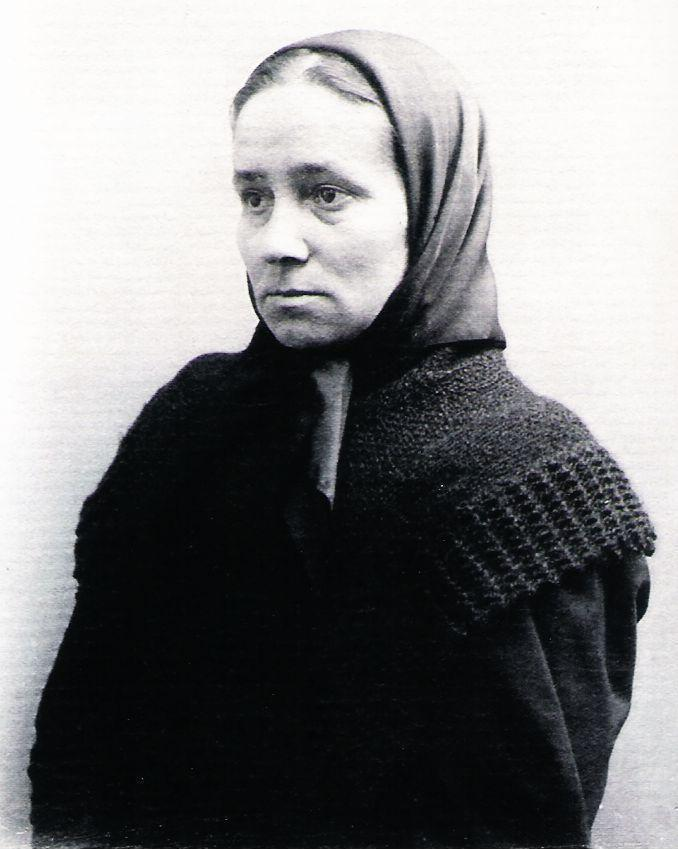
Maria Gay Tibau

Maria Gay Tibau (ur. 24 października 1813 w Fontbona; zm. 10 marca 1884 w Girona) – hiszpańska Czcigodna Służebnica Boża Kościoła katolickiego.

## Życiorys
Maria Gay Tibau urodziła się 24 października 1813. Jej rodzicami byli Martin i Maria Gay Tibau. W 1815, gdy miała 2 lata, zmarł jej ojciec, a jej matka urodziła syna. W 1850 jej matka została przyjęta do szpitala, gdzie zmarła. W 1851 wstąpiła do trzeciego zakonu św. Dominika. Założyła instytut Sióstr Świętego Józefa Girony w 1870. Zmarła 10 marca 1884 mając 70 lat w opinii świętości. W dniu 26 lipca 1996 roku rozpoczął się jej proces beatyfikacyjny.